# Gastón de Murols
Gastone de Murols, Gastón de Murols, Casto de Murols o Caste de Murols fue un religioso probablemente español del siglo XII[cita requerida] que sirvió como tesorero y sexto   Gran maestre de la Orden de Malta hasta su muerte el 20 de junio de 1172.